# Willie MacFarlane
Willie MacFarlane (ur. 17 marca 1930, zm. 11 marca 2010) – szkocki trener piłkarski. W latach 1969–1970, trenował zespół Hibernian F.C. Jego zasługą był transfer Arthura Duncana na Easter Road Stadium.